# Kalamba
Kalamba est une localité située dans le département de Bouroum de la province du Namentenga dans la région Centre-Nord au Burkina Faso. 

## Géographie
Isolé au nord du département, Kalamba se trouve à 4 km au sud-est du village de Bellogo, à 20 km au nord-est de Bouroum, le chef-lieu du département, et à environ 50 km au nord de Tougouri.

## Éducation et santé
Le centre de soins le plus proche de Kalamba est le centre de santé et de promotion sociale (CSPS) de Bellogo tandis que le centre médical (CM) de la province se trouve à Tougouri.
Kalamba possède une école primaire publique.